# Pasaporte de Bangladés
El pasaporte de Bangladés es un pasaporte electrónico biométrico, legible por máquina y compatible con la OACI. Se emite con el fin de viajar a países extranjeros por parte del titular del pasaporte, el cual debe tener la ciudadanía de este país. 
Bangladés es el primer país del sur de Asia en emitir pasaportes biométricos para todos sus ciudadanos. El folleto del pasaporte es fabricado, impreso y emitido por el Departamento de Inmigración y Pasaportes del Ministerio del Interior. El pasaporte biométrico cuenta con 41 características de seguridad diferentes, incluidas imágenes holográficas grabadas en laminado de película delgada, que cambian de color bajo la luz. La información demográfica y biométrica del titular del pasaporte electrónico se almacena en el chip dentro del pasaporte biométrico. Esta información incluye las huellas dactilares de los diez dedos del titular del pasaporte, el escaneo del iris de ambos ojos, una fotografía a color del rostro del portador y su firma digital. Según la edad del solicitante, el pasaporte electrónico tiene una validez de cinco o diez años y lo distribuye el Gobierno de la República Popular de Bangladés, así como cualquiera de sus misiones diplomáticas en el extranjero.

## Historia
Después de la guerra de liberación de Bangladés, la Ley Número 9 de 1973 (llamada Orden de Pasaportes de Bangladés, 1973), que fue promulgada por el presidente de la República Popular de Bangladés el 8 de febrero de 1973, condujo a la creación y emisión del primer pasaporte de Bangladés.  Eran pasaportes tradicionales escritos a mano, y cumplían con las leyes internacionales  vigentes en ese momento. Posteriormente, en los años siguientes se promulgaron leyes adicionales en Bangladés para mejorar el proceso de solicitud de pasaporte, la prohibición de poseer múltiples pasaportes bangladesíes válidos y el requisito de ciudadanía. Desde 1972, se solía expedir un pasaporte especial, también conocido como pasaporte especial India-Bangladés, a los ciudadanos de Bangladés y a los nacionales indios residentes en el estado de Bengala Occidental y en los estados del noreste de la India. Era válido únicamente para viajar entre India y Bangladés. La emisión de este pasaporte finalizó en 2013 debido a cambios en la normativa de la OACI.

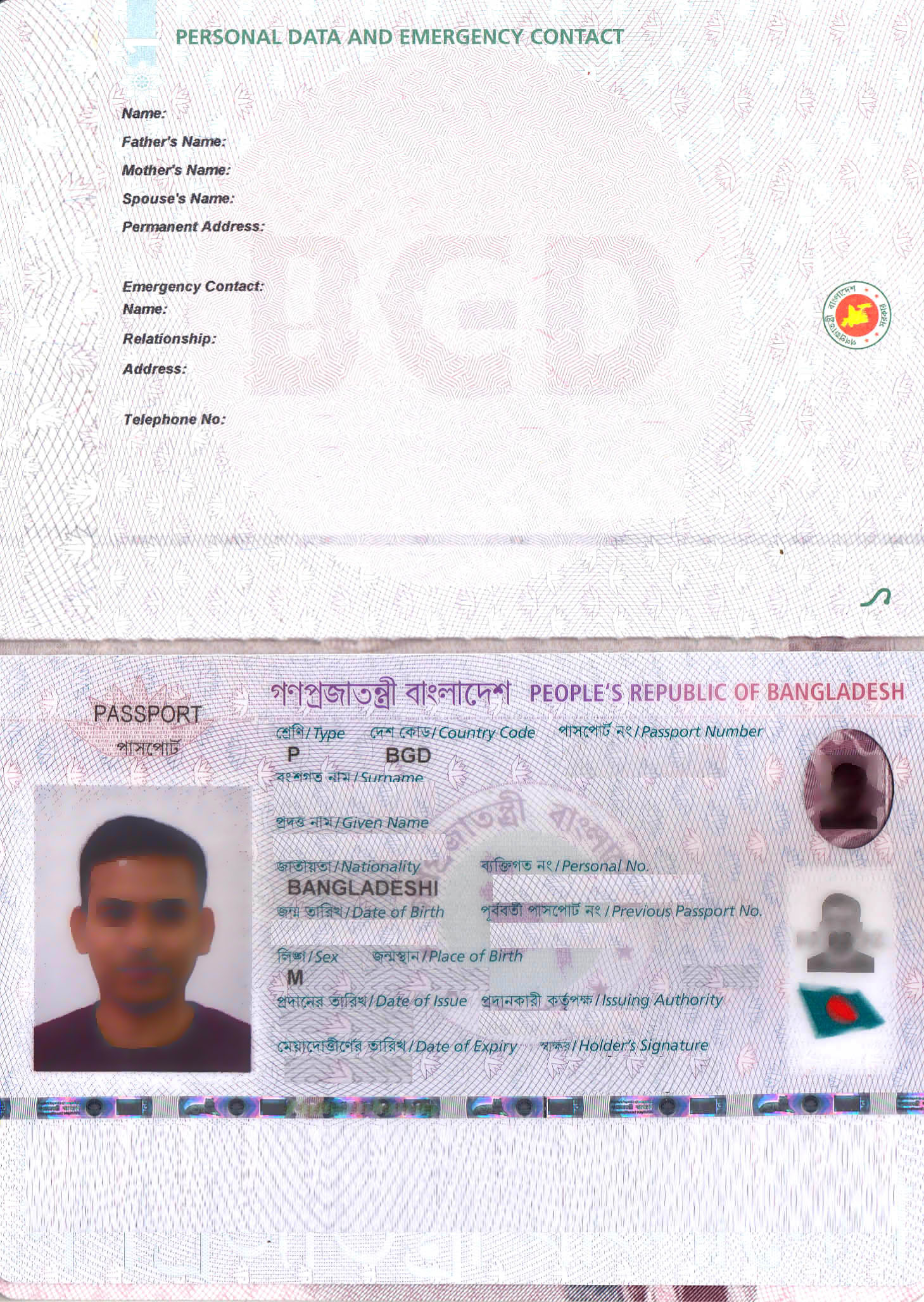
Página de datos biográficos del pasaporte biométrico de Bangladés.

El Departamento de Inmigración y Pasaportes del Gobierno de Bangladés emitía exclusivamente pasaportes escritos a mano antes de la introducción de los pasaportes legibles por máquina. En 2010, la primera ministra Sheikh Hasina anunció un plan para reemplazar los más de 6,6 millones de pasaportes existentes escritos a mano con nuevos pasaportes biométricos legibles por máquina. Siguiendo las directrices de la Organización de Aviación Civil Internacional (OACI), el gobierno de Bangladés comenzó a emitir pasaportes legibles por máquinay visados de lectura mecánica en abril de 2010. Sin embargo, todos los pasaportes tradicionales escritos a mano fueron aceptados como documentos de viaje auténticos emitidos por el gobierno de Bangladés hasta la fecha de caducidad. Todos los pasaportes  escritos a mano fueron retiradosde la circulación antes de la fecha límite marcada por la OACI de noviembre de 2015.
En 2016, el Gobierno de Bangladés, encabezado por la primera ministra Sheikh Hasina, anunció la emisión de pasaportes biométricos en el futuro. El entonces Ministro del Interior esperaba que esto facilitara los procedimientos de inmigración, viajes y visados para los titulares de pasaportes de Bangladés. El nuevo pasaporte biométrico de Bangladés se fabrica en colaboración con una empresa alemana.Los pasaportes legibles por máquina se están eliminando gradualmente. Los pasaportes biométricos reemplazarán por completo a todos los pasaportes legibles por máquina. Sin embargo, todos los pasaportes legibles por máquina serán válidos hasta la fecha de caducidad.
La primera ministra Sheikh Hasina anunció el inicio de la distribución de pasaportes biométricos el 22 de enero de 2020.

## Categorías de pasaportes
El Gobierno de Bangladés emite actualmente tres tipos diferentes de pasaportes. Estos son los pasaportes ordinario, oficial y diplomático.
| Tipo                  | Descripción | Imagen |
| --------------------- | --- | ------ |
| Pasaporte ordinario   | Emitido a ciudadanos comunes de Bangladés para viajes internacionales, como vacaciones, estudios, viajes de negocios, etc. |        |
| Pasaporte oficial     | Emitido a empleados del gobierno de Bangladés, funcionarios gubernamentales y personas que representan al gobierno de Bangladés en asuntos oficiales. Muchos requisitos de visa que normalmente se aplican a los ciudadanos de Bangladés no se aplican a los titulares de pasaportes oficiales. |        |
| Pasaporte diplomático | Emitido a diplomáticos de Bangladés, funcionarios gubernamentales de alto rango y correos diplomáticos. A diferencia de los titulares de pasaportes ordinarios, los titulares de pasaportes diplomáticos obtienen entrada sin visa a muchos más países.                                         |        |

Todos los pasaportes de Bangladés emitidos desde abril de 2010 son de lectura mecánica y  biométricos.

## Apariencia física
Las cubiertas de los pasaportes de Bangladés son de color verde oscuro, con el Sello del Gobierno de Bangladés estampado en oro en el centro de la cubierta frontal. La palabra "পাসপোর্ট" (bengalí) y "Passport" (inglés) están inscritas encima del sello. Debajo del sello se muestran "গণপ্রজাতন্ত্রী বাংলাদেশ" (bengalí); "People's Republic of Bangladesh" (inglés); así como el símbolo internacional del pasaporte biométrico (). El pasaporte estándar de Bangladés contiene 48 páginas; sin embargo, los viajeros frecuentes pueden optar por un pasaporte que cuente con 64 páginas. 

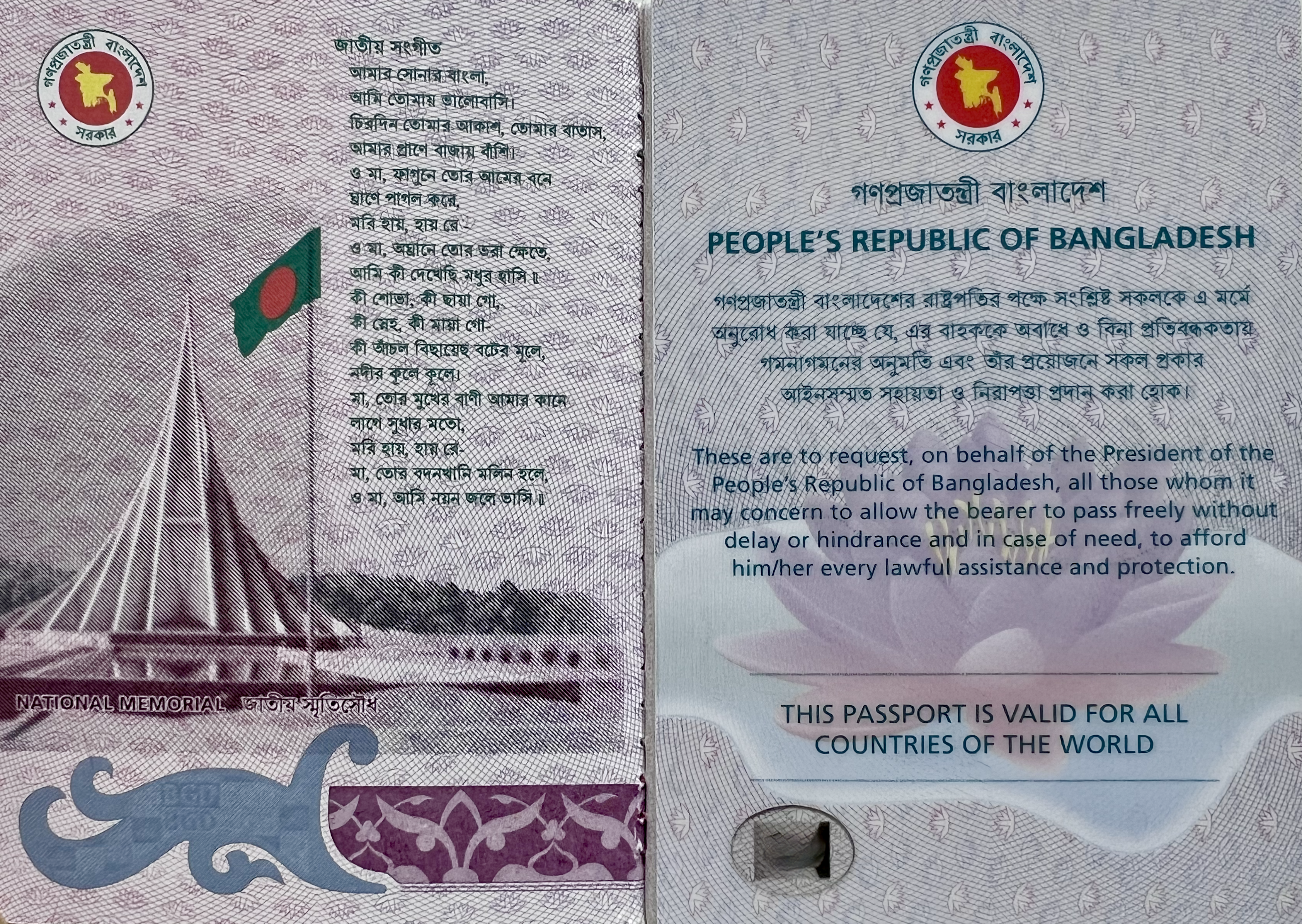
Portada interior del pasaporte biométrico de Bangladés.

### Idiomas
Todos los pasaportes de Bangladés son bilingües, ya que el texto y los números de página de los pasaportes están impresos tanto en bengalí como en inglés. Sin embargo, antes de que se introdujeran los pasaportes legibles por máquina en abril de 2010, los pasaportes más antiguos eran trilingües, ya que toda la información contenida estaba impresa en bengalí, inglés y francés.

### Identidad del titular del pasaporte
La información sobre el titular del pasaporte se almacena en el chip integrado. También se muestra en la página biográfica y en la página uno del pasaporte electrónico de Bangladés. Los nombres de los campos, como el nombre, están escritos en bengalí e inglés, y los valores de los campos están escritos únicamente en inglés.
La portada interior del pasaporte biométrico de Bangladés tiene una imagen en relieve del Mausoleo de los Mártires Nacionales, con Amar Shonar Bangla, el himno nacional de Bangladés, escrito en bengalí.

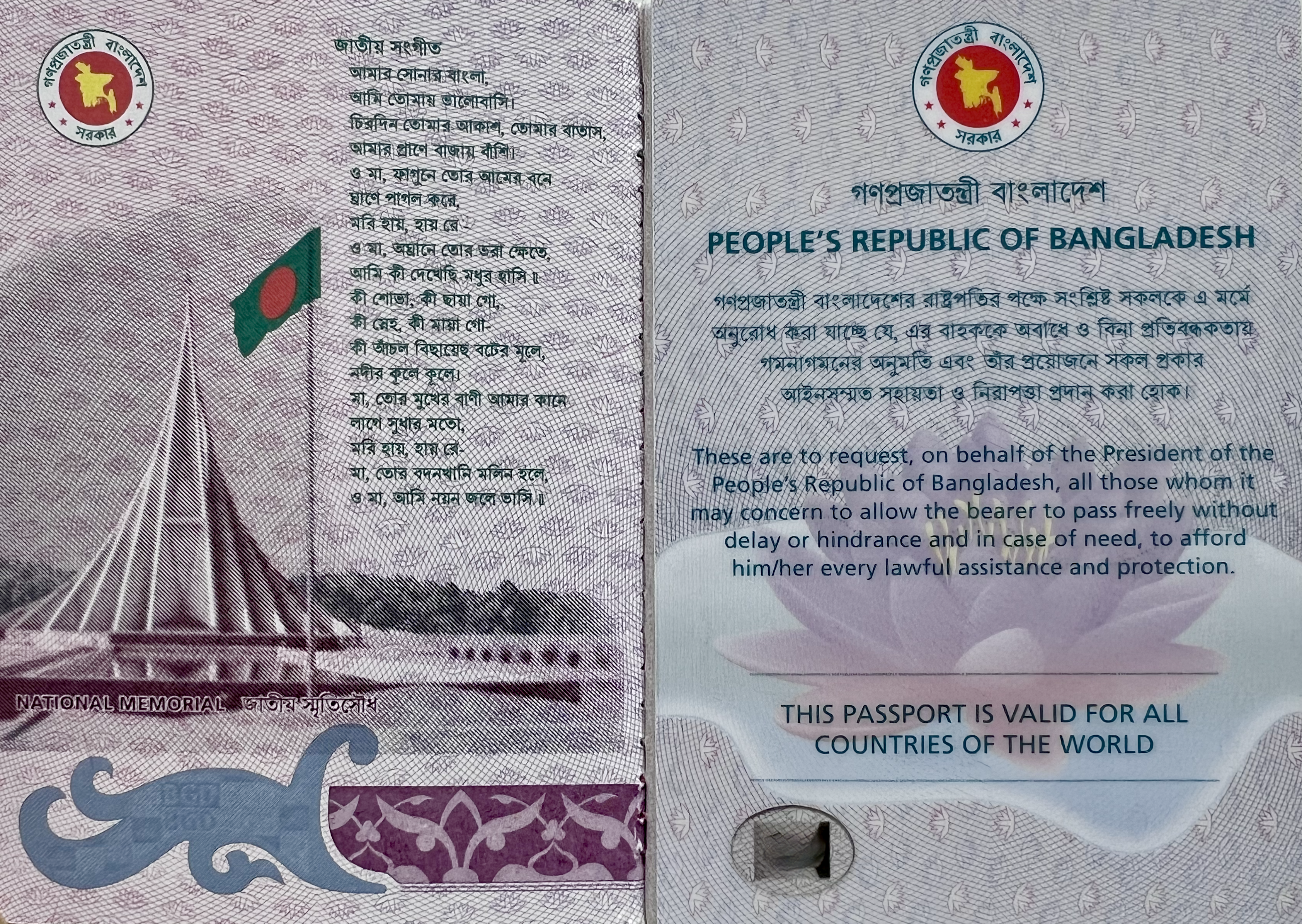
Portada interior del pasaporte biométrico de Bangladés.

La página previa a la primera es una tarjeta plástica con chip que contiene la declaración del Presidente de la República. Debajo de esta declaración se mostraba una declaración que decía que el pasaporte es válido para todos los países del mundo a excepción de Israel.Sin embargo, a partir del 22 de mayo de 2021, los pasaportes biométricos tienen una declaración diferente, aunque la prohibición de viajar a Israel sigue vigente porque no existen vínculos diplomáticos entre Bangladés e Israel. La nueva declaración modificada ahora dice "Este pasaporte es válido para todos los países del mundo". Este cambio se implementó para alinear el pasaporte electrónico con los estándares internacionales, así como con las reglas y regulaciones de la OACI.La parte posterior de la primera página anterior es la página de datos principal, que contiene toda la información importante. La información impresa incluye:
- Foto del portador
- Tipo de pasaporte
- Código de país
- Número de pasaporte
- Apellido
- Nombre de pila
- Nacionalidad

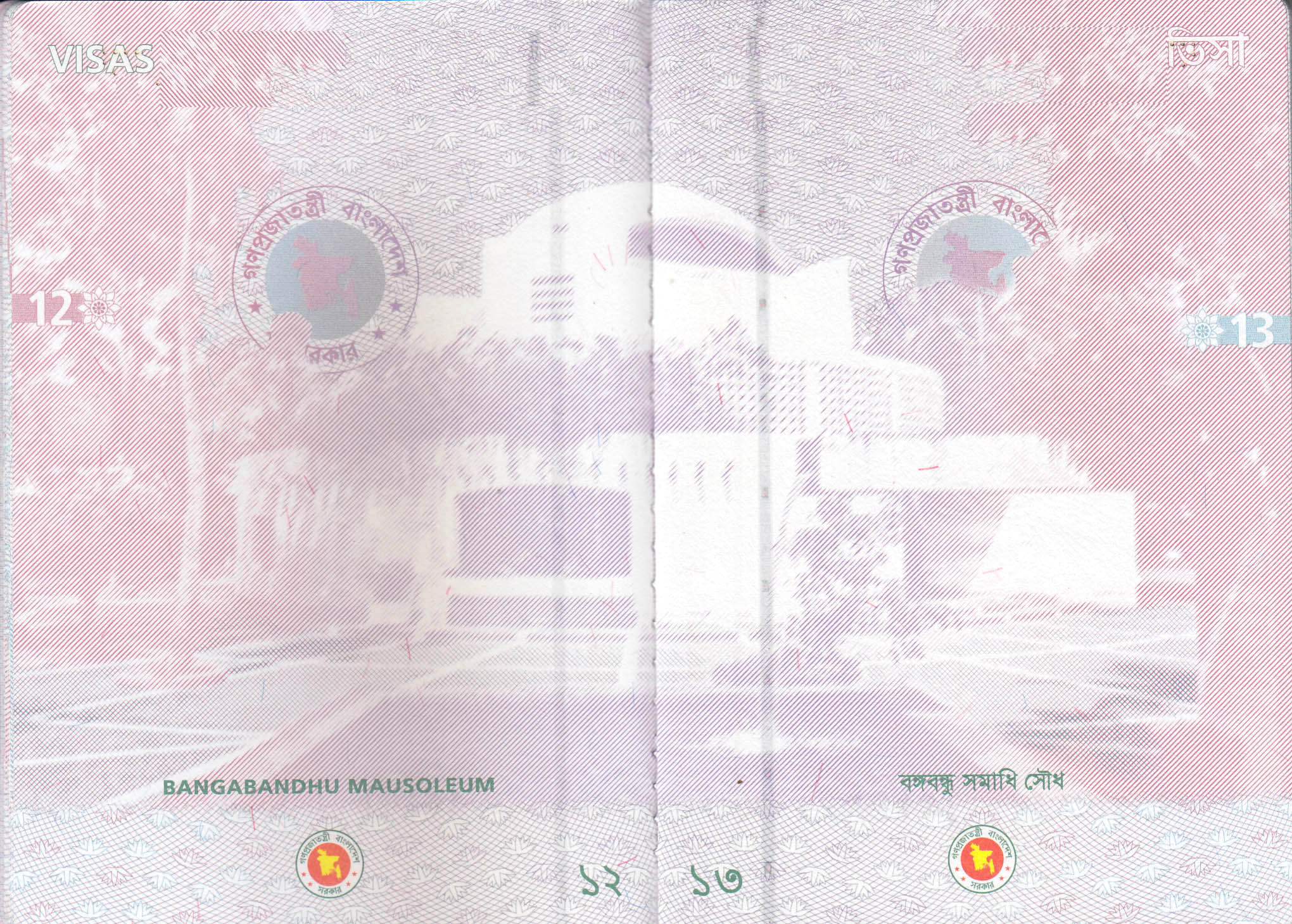
Página de visados del pasaporte electrónico de Bangladés con el mausoleo de Bangabandhu Sheikh Mujibur Rahman como fondo.

- Número de identificación nacional o número de certificado de nacimiento
- Fecha de nacimiento
- Número del pasaporte anterior
- Sexo
- Lugar de nacimiento
- Fecha de emisión
- Autoridad emisora
- Fecha de vencimiento
- Firma del titular

La información sobre el titular del pasaporte se codifica mediante reconocimiento óptico de caracteres, por lo que sólo puede ser leída por un lector de pasaportes. La primera página contiene información adicional en inglés, como el nombre de los padres, el nombre del cónyuge y el nombre y número del contacto de emergencia. También contiene el número de pasaporte impreso en la página. Esta página contiene la siguiente información del portador:
- Nombre
- Nombre del padre
- Nombre de la madre
- Nombre del cónyuge
- Dirección permanente
- Contacto de emergencia 
  - Nombre
  - Relación
  - Dirección
  - Número de teléfono

Toda la información se imprime en inglés utilizando una impresora de matriz de puntos. En el caso del pasaporte legible por máquina, se firma por el funcionario correspondiente de la autoridad emisora. En el pasaporte biométrico, se imprime con láser y se autentica con un código QR. En el interior de la contraportada del pasaporte biométrico se muestra una imagen en relieve del Parlamento Nacional de Bangladés, con una cita en inglés de Louis I. Kahn, arquitecto del complejo.

## Requisitos de visado
A fecha del 22 de mayo de 2018, los ciudadanos de Bangladés que poseen pasaportes ordinarios cuentan con acceso sin visado o con visado a la llegada a 41 países y territorios, por lo que está en la posición 94 en libertad de viaje, según el Índice de restricciones de Visa. Los ciudadanos de Bangladés que poseen pasaportes oficiales y diplomáticos pueden acceder a más países sin necesidad de visado, o con un visado a la llegada.